# Château de Fontenaille
Ne doit pas être confondu avec Château de Fontenailles.
Le château de Fontenaille, ancien couvent de Béthanie, est un édifice situé à Écommoy, dans la région historique du Maine, en France.

## Localisation
Le monument est situé dans l'actuel département français de la Sarthe, au sud-est du bourg d'Écommoy.

## Architecture
Les deux pavillons jumeaux du XVIIe siècle élevés en bordure des douves et dépendant du couvent sont inscrits au titre des Monuments historiques depuis le 31 mai 1943.